# Pyrota palpalis
Pyrota palpalis är en skalbaggsart som beskrevs av Champion 1891. Pyrota palpalis ingår i släktet Pyrota och familjen oljebaggar. Inga underarter finns listade i Catalogue of Life.